# Języki czukocko-kamczackie
Języki czukocko-kamczackie – rodzina językowa występująca na Rosyjskim Dalekim Wschodzie składająca się z siedmiu języków, w tym 4 żywych. Językami tymi posługuje się nieco mniej niż 10 tys. osób i liczba ta ciągle spada, lecz są próby rozpowszechnienia niektórych języków tej rodziny wśród młodych osób. 

## Klasyfikacja
Rodzina dzieli się na dwie podrodziny, północną i południową (lub czasem nazywane czukocką i kamczacką). Podrodzina południowa jest zagrożona wyginięciem, mając tylko jeden żywy język który jest uważany jako krytycznie zagrożony według Atlasu języków świata zagrożonych wydanego przez UNESCO. Za to, podrodzina północna posiada trzy żywe języki, które wszystkie są poważnie zagrożone. Najpowszechniejszym językiem tej podrodziny jest czukocki, którym w 2010 roku mówiło 5095 osób, a w roku 2016, 1719 uczniów uczyło się w 28 różnych szkołach. Poniższe statystyki są z roku 2010.
- Podrodzina północna
  - Język alutorski – 25 użytkowników
  - Język czukocki – 5095 użytkowników
  - Język koriacki – 1625 użytkowników
  - Język kerecki †[4]
- Podrodzina południowa
  - Język itelmeński (dialekt zachodni) – 82 użytkowników
  - Język wschodnio-itelmeński †
  - Język południowo-itelmeński †

Rodzina czukocko-kamczacka jest często zaliczana do języków paleosyberyjskich, chociaż nie oznacza to żadnego pokrewieństwa między wliczonymi rodzinami, gdyż ugrupowanie paleosyberyjskie ma charakter geograficzny i służy łatwiejszej klasyfikacji rdzennych języków występujących na Dalekim Wschodzie Rosji.